# Kożuchy (gromada)
Kożuchy – dawna gromada, czyli najmniejsza jednostka podziału terytorialnego Polskiej Rzeczypospolitej Ludowej w latach 1954–1972.
Gromady, z gromadzkimi radami narodowymi (GRN) jako organami władzy najniższego stopnia na wsi, funkcjonowały od reformy reorganizującej administrację wiejską przeprowadzonej jesienią 1954 do momentu ich zniesienia z dniem 1 stycznia 1973, tym samym wypierając organizację gminną w latach 1954–1972.
Gromadę Kożuchy z siedzibą GRN w Kożuchach utworzono – jako jedną z 8759 gromad na obszarze Polski – w powiecie piskim w woj. olsztyńskim na mocy uchwały nr 24 WRN w Olsztynie z dnia 4 października 1954. W skład jednostki weszły obszary dotychczasowych gromad Danowo, Cibory, Kożuchy (bez miejscowości Komorowo i Kożuchy Małe), Pawłocin, Rolki, Świdry i Kowalewo ze zniesionej gminy Biała Piska w tymże powiecie. Dla gromady ustalono 10 członków gromadzkiej rady narodowej.
Gromadę zniesiono 1 stycznia 1960, a jej obszar włączono do gromady Biała Piska w tymże powiecie.